# Samoa National League 2003
Samoa National League 2003, còn có tên là Upolo First Division, là mùa giải thứ 15 trong lịch sử Samoa National League, giải đấu cao nhất của Liên đoàn Bóng đá Samoa. Strickland Brothers Lepea giành chức vô địch lần thứ 2 liên tiếp.

## Mùa giải chính

### Bảng xếp hạng
Những kết quả biết được từ các nguồn: 
| Pos | Team                      | Pld | W | D | L | GF | GA | GD  | Pts |
| --- | ------------------------- | --- | - | - | - | -- | -- | --- | --- |
| 1   | Goldstar Sogi             | 9   | 6 | 3 | 0 | 19 | 3  | +16 | 21  |
| 2   | Kiwi                      | 9   | 5 | 2 | 2 | 27 | 20 | +7  | 17  |
| 3   | OSM Sinamoga              | 9   | 3 | 5 | 1 | 23 | 11 | +12 | 14  |
| 4   | Moata'a                   | 9   | 3 | 5 | 1 | 12 | 12 | 0   | 14  |
| 5   | Strickland Brothers Lepea | 9   | 3 | 4 | 2 | 15 | 11 | +4  | 13  |
| 6   | Vaivase-tai               | 9   | 3 | 4 | 2 | 16 | 13 | +13 | 13  |
| 7   | Lupe Ole Soaga            | 9   | 2 | 5 | 2 | 18 | 16 | +2  | 11  |
| 8   | Togafuafua                | 9   | 2 | 4 | 3 | 16 | 18 | -2  | 10  |
| 9   | Adidas Soccer Club        | 8   | 0 | 2 | 6 | 6  | 26 | -20 | 2   |
| 10  | Vaipuna                   | 8   | 0 | 0 | 8 | 3  | 25 | -22 | 0   |

## Champion of Champions
'Champion of Champions' được tổ chức sau mùa giải chính để chọn ra đội vô địch cuối cùng.

### Tứ kết
| Strickland Brothers Lepea | 4-0 | Faatoia |
| ------------------------- | --- | ------- |
|                           |     |         |

| Sinamoga | 3-1 | Matautu Youth |
| -------- | --- | ------------- |
|          |     |               |

| Goldstar Sogi FC | 1-2 | Moataa |
| ---------------- | --- | ------ |
|                  |     |        |

| Kiwi | 0-0 (p. 3-0) | Moamoa FC |
| ---- | ------------ | --------- |
|      |              |           |

### Bán kết
| Strickland Brothers Lepea | 3-0 | Sinamoga |
| ------------------------- | --- | -------- |
|                           |     |          |

| Moataa | 2-0 | Kiwi |
| ------ | --- | ---- |
|        |     |      |

### Chung kết
| Strickland Brothers Lepea | 5-2 | Moataa |
| ------------------------- | --- | ------ |
|                           |     |        |